# التعليم في روسيا

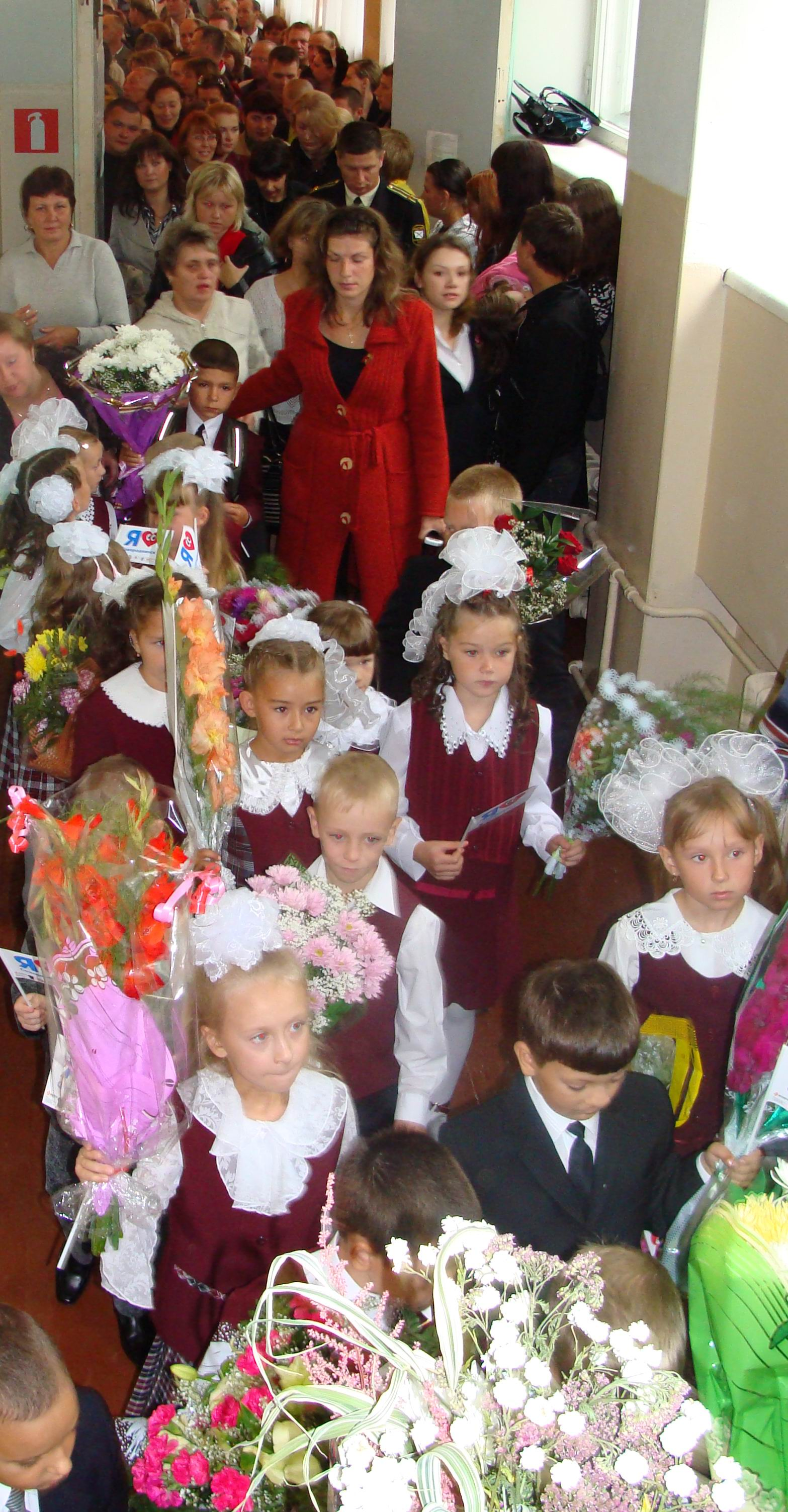
1 سبتمبر، يوم المعرفة في روسيا

التعليم في روسيا يدعم غالبا من قبل الدولة ويخضع لإشراف الوزارة الاتحادية للتعليم والعلوم. السلطات المحلية تنظم التعليم ضمن ولايتها القضائية في إطار القوانين الاتحادية السائدة. في عام 2004 بلغ الانفاق الحكومي على التعليم إلى 3.6 ٪ من الناتج المحلي الإجمالي ، أي 13٪ من الموازنة العامة للدولة. حصة المؤسسات التعليمية الخاصة من الطلاب في مرحلة ما قبل الالتحاق بالمدرسة تقدر بحوالي 1٪ ، 0.5 ٪ من نسبة الالتحاق بالمدارس الابتدائية و17٪ من الطلبة على المستوى الجامعي. قبل عام 1990 كان عدد السنوات الدراسية في مدارس الاتحاد السوفياتي 10 سنوات ، لكن في نهاية عام 1990 تم إدخال الصف الحادي عشر رسميا. التعليم في المدارس المملوكة للدولة للمرحلة الثانوية مجاني، التعليم العالي (المستوى الجامعي) يعتمد على قدرة الطالب. الطلاب الذكور والإناث لديهم حصص متساوية في جميع مراحل التعليم،  بإستثناء التعليم العالي حيث تحصل اللإناث على نسبة 57٪.
عدد الجامعات الروسية 56 جامعة موزعة على 13 مدينة روسية، تقدم 149 تخصص، وتحوي 199 كلية. في روسيا لا يزيد عدد الطلبة الأجانب الذين يتلقون تعليمهم في الجامعات والمعاهد العليا الروسية عن مائة ألف، وتبلغ حصة روسيا في سوق التعليم الدولية نحو خمسة بالمائة. وتعادل إيراداتها السنوية في هذا المجال بين 120- 200مليون دولار. وفي العام 2004كان يدرس في المعاهد العليا بروسيا بموجب الزمالات الدراسية الممنوحة والمعاهدات الدولية حوالي 60ألف طالب من رعايا 14بلدا من بلدان الرابطة وجمهوريات البلطيق، بينهم 24ألف طالب يدرسون على حساب الميزانية الفيدرالية. ويزداد عدد الزمالات الدراسية التي تمنحها الدولة في إطار الحصص من عام إلى آخر. يوجد في روسيا نحو 1000مؤسسة تعليمية عالية حكومية وخاصة، ونحو 2000فرع لها. وبالرغم من أنه يتخرج منها سنويا 1ر 1مليون شخص (وهذا يفوق ثلاثة أضعاف عددهم إبان الاتحاد السوفيتي) فان روسيا لا تزال تفتقر إلى الكوادر المؤهلة. ويزيد عدد المعاهد العليا في روسيا الآن خمس مرات عما كان عليه في الاتحاد السوفيتي.
يتلقى ثلثا الطلبة الاجانب تعليمهم على حسابهم الخاص، أي انهم يدفعون بانفسهم نفقات التعليم، لكن تخصص الدولة الروسية منحا دراسية للطلبة الاجانب. وقد بلغ عدد المنح الدراسية للطلبة الاجانب بموجب قرار الحكومة 7 آلاف منحة. وصدر في عام 2008 القرار الوزاري الجديد الذي حدد عدد المنح الدراسية للطلبة الاجانب ب 10 آلاف منحة. ويتم تعليم الطلبة الاجانب في مختلف الجامعات والمعاهد الروسية في 250 تخصصا. وثمة إقبال كبير من قبلهم على دراسة الطب والحقوق وتقنيات الكمبيوتر.